# 王葆真

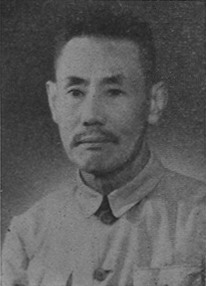
王葆真近照

王葆真（1880年—1977年12月22日），字卓山，又名凤玉，男，河北深泽人，中国近代政治人物。

## 生平
王葆真1902年考入保定西关农务学堂。后前往日本留学，先后就读于东京经纬学堂、早稻田大学，期间加入同盟会。1911年回国，参与组织了滦州起义。中华民国成立后当选顺直省议会议员。1914年起任教于沈阳东三省法政学堂、天津北洋政法学校等校。国会第一次复会后又任国会议员。1918年前往广州参加护法运动。1920年护法国会解体后回到北京，从事“援俄”活动。国会第二次复会后继续任议员。南京国民政府成立后，于1928年当选立法委员。1931年赴广州任西南国民政府政务委员。
抗日战争期间，他任李宗仁司令部顾问。此后出任国民参政会参政员，与董必武、林伯渠等中共人士多有接触。
抗日战争结束后，他加入三民主义同志联合会并任干事。1948年参与发起组织了中国国民党革命委员会，任常务委员兼军事特派员。1949年2月在上海被捕入狱，4月被判处死刑，不过后得以暂缓执行。同年5月中国人民解放军占领上海后获释。
中华人民共和国成立后，担任过政务院政治法律委员会委员、华北行政委员会委员、全国政协常委、河北省政协副主席等职。1977年在北京逝世。

## 家庭
王葆真之子王静如为著名西夏文研究专家。